# Lake Geneva
Lake Geneva – miasto w hrabstwie Walworth, w stanie Wisconsin, w Stanach Zjednoczonych, położone nad jeziorem Geneva Lake, ok. 65 km na południowy zachód od Milwaukee. W 2010 roku miasto liczyło 7651 mieszkańców.